# Johannes Hoen (1429-1522)

Familiewapen Van Hoensbroeck

Johannes Hoen ook genoemd Johannes van Hoensbroeck (ca. 1429 - 1522), was de zoon van Johan Hoen uit het Huis Hoensbroeck en Maria Jansdr. van Corswarem vrouwe van Nandrin (1381-).
Hij werd heer te Beverst, Velroux, Plenevaux en Visschersweert, drost te Brüggen en heer van half Hoensbroek in 1467.
Rond 1464 trouwde hij met Maria van Buren de dochter van Johan van Buren heer van Arcen en Arenthal en Aleid Roelmansdr vrouwe van Ahrenthal.
Uit zijn huwelijk werd geboren:
- Aleidis (Alida) II Hoen (ca. 1465-1511)
- Nicolaas V Hoen  (ca. 1466-)
- Otto Hoen (ca. 1468-)
- Maria Hoen van de Keucken  (ca. 1470-)
- Diederich (Theodor) Hoen  (ca. 1472-)
- Roland Hoen heer te Beverst (ca. 1474-)